# 坎波马里诺
坎波马里诺（義大利語：Campomarino），是意大利坎波巴索省的一个市镇。总面积76平方公里，人口7168人，人口密度94.3人/平方公里（2009年）。ISTAT代码为070010。